# Episodi de Il principe dei draghi (prima stagione)
La prima stagione della serie animata Il principe dei draghi (The Dragon Prince), nota anche come Libro 1: Luna, è composta da 9 episodi ed è stata trasmessa su Netflix il 14 settembre 2018.
| Nº | Titolo originale        | Titolo italiano          | Prima pubblicazione |
| -- | ----------------------- | ------------------------ | ------------------- |
| 1  | Echoes of Thunder       | Echi del passato         | 14 settembre 2018   |
| 2  | What Is Done            | Quel che è fatto         | 14 settembre 2018   |
| 3  | Moonrise                | Luna piena               | 14 settembre 2018   |
| 4  | Bloodthirsty            | Sete di sangue           | 14 settembre 2018   |
| 5  | An Empty Throne         | Un trono vuoto           | 14 settembre 2018   |
| 6  | Through the Ice         | Rompere il ghiaccio      | 14 settembre 2018   |
| 7  | The Dagger and the Wolf | Il pugnale e il lupo     | 14 settembre 2018   |
| 8  | Cursed Caldera          | Una terra maledetta      | 14 settembre 2018   |
| 9  | Wonderstorm             | La tempesta meravigliosa | 14 settembre 2018   |

## Echi del passato
- Titolo originale: Echoes of Thunder
- Diretto da: Giancarlo Volpe
- Scritto da: Aaron Ehasz e Justin Richmond

Molto tempo fa, il continente di Xadia era un luogo meraviglioso e ricco di magia tramite le sei fonti primarie: il Sole, la Luna, le Stelle, la Terra, il Cielo e l'Oceano. Ma all'improvviso un mago umano ne scoprì una settima: la magia oscura, in grado di assorbire l'energia delle fonti primarie, anche dagli esseri viventi. Inorriditi da questa pratica, gli elfi e i draghi mandarono in esilio tutti gli umani verso l'estremità occidentale del continente, che da quel momento venne diviso in due, con il confine sorvegliato dal Re dei Draghi in persona, un Arcidrago del cielo conosciuto dagli umani come "Tuono". Dopo mille anni, gli umani riescono a trovare il modo tramite la magia oscura per uccidere Tuono, e in seguito distrussero il suo unico uovo contenente il suo erede, il Principe dei Draghi; ma con il loro gesto hanno gettato le basi per una guerra imminente. Un gruppo di assassini elfi dell'Ombra della Luna viene inviato per uccidere il re umano del regno di Katolis Harrow e il suo erede Ezran. La più giovane tra loro, Rayla, insegue una guardia umana che li ha scoperti, ma una volta raggiuntolo vede la paura nei suoi occhi e ne prova pietà, lasciandolo fuggire; per mascherare il suo fallimento, Rayla intinge le proprie lame con delle bacche. La notizia della presenza degli elfi giunge subito all'alto mago Viren, consigliere di Harrow, che lo avverte subito dell'imminente pericolo, e di come, con la presenza della luna piena di notte, gli elfi saranno inarrestabili. Intanto Callum, fratellastro maggiore di Ezran, si allena con Soren, il figlio di Viren e una guardia reale, cercando di fare colpo sulla sorella Claudia, anch'essa una maga, quando viene convocato dal re insieme a Ezran, il quale gli dice di passare un po' di tempo al rifugio di Banther. Capendo subito che qualcosa non quadra nelle parole del patrigno, dato che si tratta di un rifugio invernale, Callum inizia a temere che stia per succedergli qualcosa, soprattutto quando sente di sfuggita una conversazione tra Viren e i suoi figli. Perciò decide di accompagnare Soren per sostenerlo, ma quest'ultimo riesce a farlo rimanere nel castello, per poi andare alla ricerca degli elfi. Callum non può far altro che prepararsi per il viaggio, ma quando scopre che Ezran ha perso tempo a giocare con il suo rospo luminescente Esca si arrabbia e gli rivela i suoi sospetti, cosa che porta Ezran a chiudersi in camera sua. Nel frattempo Runaan, il capo degli assassini, compie un rituale di giuramento tramite un nastro incantato su tutti loro in modo da vincolarsi alla giustizia della loro impresa, ma subito dopo vengono raggiunti da un arcangelo lunaris, una falena gigante della Luna attratta dalla loro energia donata a Soren da suo padre, riuscendo appena in tempo a nascondersi tramite un'illusione. Non appena i soldati se ne sono andati, Runaan capisce cosa ha fatto Rayla e la rimprovera duramente in quanto ora che sanno della loro presenza la missione è diventata più rischiosa.

## Quel che è fatto
- Titolo originale: What Is Done
- Diretto da: Giancarlo Volpe
- Scritto da: Aaron Ehasz e Justin Richmond

Runaan decide di escludere Rayla dalla missione in quanto, nonostante sia la più abile del gruppo, non è pronta come assassina, ordinandole di aspettarli nella foresta. Tuttavia, Rayla decide di rimediare al suo errore e si dirige verso il castello. Nel frattempo Callum sta prendendo alcuni libri per il viaggio quando viene avvicinato da Claudia che lo sorprende con il suo uso della magia del vento tramite una pietra primaria, una sfera in grado di racchiudere le sei fonti primarie, in questo caso una tempesta. Quando Callum le dice che vorrebbe fare cambio con lei per imparare la magia al posto dei mestieri da principe, Claudia ha un'idea e corre a riferirla a suo padre. Tornato in camera Callum cerca di convincere Ezran a uscire, scoprendo che non si trova in camera sua, ma proprio in quel momento viene convocato da Harrow. Il re decide di confessargli che forse morirà, ma non trovando il coraggio di dire ciò che prova per lui gli consegna una lettera in cui sono trascritti i suoi sentimenti come padre, per poi lasciarsi entrambi con un profondo abbraccio emotivo. Cercando Ezran nel castello Callum si imbatte in Rayla, e i due danno vita a un inseguimento che li porta nelle stanze di Viren, in cui Callum perde la lettera. Rayla gli dice che deve uccidere solo il re e il principe Ezran, perciò Callum cerca di dissuaderla dal fatto che prima o poi un nuovo atto di vendetta, questa volta da parte degli umani, potrebbe accadere continuando il ciclo di odio delle due fazioni, ma davanti all'irremovibilità dell'elfa, che dichiara il loro come un atto di giustizia per vendicare il Re dei Draghi e suo figlio, Callum decide di difendere Ezran spacciandosi per lui. Quest'ultimo, però, viene scoperto dietro a un quadro con un passaggio segreto e la verità viene a galla, ma riesce ad accecare Rayla tramite Esca per poi fuggire insieme a Callum nel passaggio. Intanto Viren espone a Harrow il piano che lui e Claudia hanno ideato per salvargli la vita: durante l'ultimo viaggio a Xadia il mago è riuscito a procurarsi un raro esemplare di Morso dell'anima, un serpente che si ciba dello spirito delle sue vittime, dotato di due teste, e tramite la magia oscura è in grado di scambiare lo spirito del re con quello di uno dei soldati in modo che Harrow continui a vivere mentre gli elfi crederanno di averlo ucciso. Ma Harrow rifiuta, non sopportando che sia qualcun altro a pagare per i suoi errori passati, per di più tramite l'utilizzo della magia oscura e le sue conseguenze, per poi cacciare Viren. Nel frattempo Callum ed Ezran scappano da Rayla, riuscendo a nascondersi nel laboratorio segreto di Viren, ma anche Rayla (utilizzando le impronte di marmellata che Ezran si è lasciato) riesce a entrare, e osservando le cose raccapriccianti del posto si convince sempre più della malvagità degli umani. Ezran, tuttavia, rivela che ha trovato qualcosa nel laboratorio, e quando toglie un velo da un contenuto scoprono di avere davanti l'uovo del Principe dei Draghi.

## Luna piena
- Titolo originale: Moonrise
- Diretto da: Giancarlo Volpe
- Scritto da: Devon Giehl e Iain Hendry

Mentre Harrow si prepara a fronteggiare l'imminente attacco degli elfi, Viren, frustrato per non averlo convinto ad accettare il suo piano, viene incoraggiato da Claudia quando entrambi osservano il ritratto del re insieme a lui, a simboleggiare il loro vecchio legame di amicizia. Questo porta Viren a tentare di convincere un'ultima volta Harrow, sottintendendo, però, a Claudia che forse potrebbe capitargli qualcosa. Preoccupata per le parole del padre, Claudia rimane da sola, dove scopre la lettera di Harrow per Callum e le tracce di marmellata nel ritratto che nasconde il passaggio segreto verso il laboratorio, dove sorprende Callum, Ezran e Rayla. Alla domanda di Callum sul perché l'uovo del Principe dei Draghi non è stato distrutto ma rubato, Claudia spiega che in questo modo suo padre ha impedito che gli elfi e i draghi avrebbero potuto usarlo come loro strumento di vendetta, per poi minacciare di consegnarle subito l'uovo. Convinto dalle parole di Rayla di restituire l'uovo alla madre, Ezran la aiuta a scappare, seguiti anche da Callum, che ferma Claudia dal lanciare un incantesimo, incatenandola e prendendole la pietra primaria. Come ultima risorsa, Claudia evoca dei lupi di fumo a inseguirli, ma sorprendentemente vengono fermati da Callum grazie all'incantesimo Aspiro che ha memorizzato da Claudia. Rayla intima ai principi di consegnarle l'uovo in modo da mostrarlo ai suoi compagni affinché annullino l'attacco, ma anche loro decidono di venire con lei. Usciti fuori incontrano Runaan che, nonostante gli mostrino l'uovo, non è intenzionato a fermare la missione in quanto vincolati dal giuramento, perciò Rayla si vede costretta ad affrontarlo. Entrambi, seppur rafforzati dalla presenza della luna piena, non riescono ad avere la meglio, finché Rayla non si lascia sfuggire uno sguardo sulla torre dove si trova Harrow. Questi, nel frattempo, viene ricevuto da Viren, che cerca di persuaderlo questa volta definendosi suo amico, ma ciò scatena l'esatto opposto in quanto Harrow capisce che con ciò Viren si sente al di sopra della legge, e quindi gli ordina di riconsiderarsi come un servitore di Katolis inginocchiandosi davanti a lui. Contemporaneamente, Callum nasconde Ezran con l'uovo e si dirige alla torre per raccontare al re ciò che ha scoperto, ma una volta arrivato vede uscire Viren, e facendosi trasportare gli rivela la verità, al che il mago decide di catturarlo e, per evitare che attiri troppa attenzione, gli toglie la voce con un incantesimo. Ma proprio in quel momento gli assassini irrompono e scatenano uno scontro con le guardie, e nella confusione Viren perde la voce di Callum che ritorna al suo proprietario. A causa degli eventi, però, Callum non può più parlare con Harrow, perciò decide di ricongiungersi con Ezran e Rayla. Insieme decidono di partire verso Xadia e restituire l'uovo del Principe dei Draghi alla madre in modo da prevenire la guerra. Intanto Runaan lancia un falco ombra con solo uno dei nastri, diventato rosso, come messaggio alla Regina dei Draghi, per poi essere fatto prigioniero. Anche il nastro sulla mano destra di Rayla si scioglie, facendole capire che il re è morto.

## Sete di sangue
- Titolo originale: Bloodthirsty
- Diretto da: Villads Spangsberg
- Scritto da: Devon Giehl e Iain Hendry

Viren organizza subito il funerale per re Harrow contro ogni previsione, in quanto dopo la morte di un re bisogna aspettare sette tramonti prima del rito funebre, per poi cremarlo e asserire che anche i principi sono morti, per cui si offre volontario per guidare il regno di Katolis e dichiara guerra alle forze di Xadia. Intanto Callum impara da Rayla che il mondo è composto dalle sei fonti primarie, e che grazie alla pietra primaria che ha sottratto a Claudia è in grado di usare la magia del cielo a piacimento. Quando osserva i simboli delle fonti, Callum la convince a fare una sosta al Rifugio di banther, luogo in cui inizialmente doveva andare insieme a Ezran, in quanto si è ricordato di un cubo che le raffigura e che quindi possa essere anch'esso magico. Una volta arrivati al rifugio invernale, Callum disegna una mappa con cui Rayla può trovare la stanza dove si trova il cubo, ma proprio in quel momento giungono dei soldati guidati dal generale Amaya, la zia muta dei principi. Fortunatamente Callum riesce a guadagnare abbastanza tempo da permettere a Rayla di nascondersi. Amaya rivela che ha ricevuto una lettera dal re affinché si prendesse cura dei nipoti, cosa che porta Callum a ricordare della lettera che Harrow gli diede e che scopre di aver perso; inoltre, conscio che non possono restare a causa della loro missione, decide di trovare Rayla. Quest'ultima, intanto, è riuscita a trovare il cubo, ma viene immediatamente catturata da Amaya che decide di tenerla prigioniera in quanto ha scoperto che i principi sono spariti. Nel frattempo, Callum e Ezran riescono a liberarla grazie all'aiuto di Esca e i tre fuggono, ma vengono circondati dai soldati. Nel tentativo di farli desistere, Callum comunica con la zia attraverso la lingua dei segni dicendole che Rayla è un mostro assetato di sangue come raccontano le storie sugli elfi, ma ciò non funziona. Allora Rayla, seppur controvoglia, decide di calarsi nella parte e minaccia di uccidere i principi se non li lasceranno andare, e questa volta Amaya acconsente. I tre fuggono su una barca, tuttavia Amaya manda il suo esploratore Corvus per far sì che li possa liberare. Inoltre, ancora amareggiata per il comportamento di Callum, Rayla rivela di aver preso il cubo, che, però, secondo lei è solo un giocattolo, ma quando finisce vicino alla pietra primaria la runa del cielo si illumina. Nel frattempo, nel castello di Katolis Viren sta per essere incoronato quando Amaya giunge appena in tempo avvisando che i principi sono ancora vivi.

## Un trono vuoto
- Titolo originale: An Empty Throne
- Diretto da: Villads Spangsberg
- Scritto da: Aaron Ehasz e Justin Richmond

A Katolis Viren cerca di convincere Amaya della pericolosità che stanno prendendo gli eventi, e che salendo al trono li possa fronteggiare, tuttavia il generale rimane sospettosa sulle sue vere intenzioni, che tra l'altro non includono il recupero dei principi in quanto legittimi eredi al trono, cosa che porta a un profondo distacco fra i due. Alla fine, però, riescono a riconciliarsi davanti alla tomba della regina Sarai, ricordando di come abbia reso Harrow un uomo migliore, e concordano nel recuperare i principi mentre lei, su consiglio di Viren, torna alla Breccia, il luogo di confine tra i regni umani e Xadia, per monitorarla; Amaya, tuttavia, preferisce che la missione di recupero la guidi il suo vice, il comandante Gren. Intanto Rayla incomincia ad avvertire dolore al braccio sinistro, dove ancora è presente un nastro incantato, cercando di liberarsene di nascosto ma non riuscendoci. All'improvviso Callum grida aiuto, ma si scopre che aveva cercato di imitare l'incantesimo del fulmine di Claudia, avendola, però, fermata poco prima che pronunciasse la parola in draconico antico, perciò ora l'elettricità fuoriesce dalla mano di Callum senza controllo. Fortunatamente riesce a fermare il processo lanciandola verso Rayla (che come effetto collaterale si vede rizzare i capelli). I tre riprendono il viaggio in barca, ma finiscono per imbattersi in delle rapide che li portano verso una cascata, cosa che fa rivelare a Rayla di avere paura dell'acqua. Ma i guai non sono finiti: Esca è finito in acqua e in quanto rospo luminescente è letteralmente un'"esca" che richiama l'attenzione di un gigantesco pesce. Facendosi coraggio Rayla si lancia al suo salvataggio, mentre Callum utilizza con tempismo l'incantesimo incompleto del fulmine per friggere il mostro. Tornata a riva, Rayla rivela ai due principi che non li aveva messi al corrente della sua paura dell'acqua perché gli elfi dell'Ombra della Luna non devono mostrarne; inoltre, rivela che i suoi genitori facevano parte della Guardia del drago, un'unità d'élite incaricati di proteggere la dimora del Re dei Draghi, ma che fuggirono quando venne ucciso e l'uovo rubato, motivo per cui intende riscattare sé stessa riportando l'uovo a Xadia. Intanto a Katolis, Amaya riparte verso la Breccia, e Viren coglie l'occasione per imprigionare Gren nei sotterranei in modo da preparare Soren e Claudia nella ricerca dei principi. Quest'ultima, inoltre, gli riferisce che un altro prigioniero si rifiuta di mangiare: Runaan.

## Rompere il ghiaccio
- Titolo originale: Through the Ice
- Diretto da: Villads Spangsberg
- Scritto da: Aaron Ehasz e Justin Richmond

Durante una sosta Rayla avverte uno strano rumore, cadendo in una trappola preparata da Corvus, l'uomo incaricato da Amaya per recuperare i principi, riuscendo a liberarsi e a metterlo in fuga, scoprendo, inoltre, che la sua mano sta perdendo sensibilità a causa del nastro che continua a stringersi. Tornata da Callum e Ezran li esorta a rimettersi subito in cammino. Intanto Viren ordina ai figli Soren e Claudia di trovare i principi, dando specifiche missioni a ognuno di loro, segrete perfino tra loro due: Soren dovrà riferire che i principi sono morti, e nel caso li trovassero di far capitare loro un incidente, in modo che Viren possa avere la strada libera per sedersi sul trono; Claudia dovrà concentrarsi a recuperare l'uovo del Principe dei Draghi, anche a costo di sacrificare Soren. I due fratelli rimangono non poco demoralizzati dal peso dei loro incarichi, ma alla fine riescono a tirarsi su il morale. Nel frattempo tra Callum e Rayla vi è parecchio attrito per i modi dell'elfa diventati bruschi e che finiscono per concentrarsi sull'importanza di trasportare l'uovo attraverso un passaggio per le montagne in quanto Callum sa che Rayla sta nascondendo qualcosa, mentre lei ribadisce che può prendere l'uovo quando vuole ma che devono essere loro a riportare l'uovo a Xadia come gesto di pace. La loro discussione inizia a far crepare il ghiacciaio, venendo fermati subito da Ezran. Purtroppo, però, Esca, che aveva bevuto il succo di baccaluna di Rayla, lancia un forte rutto che provoca una valanga, la quale li fa finire su un lago ghiacciato, e l'uovo esce dallo zaino di Ezran. Mentre lo recuperano il ghiaccio inizia a creparsi per il troppo peso, così decidono di passarselo. Poco prima che sia il turno di Rayla, però, quest'ultima decide di confessare il perché del suo comportamento, raccontando del suo incontro con Corvus e del fatto del nastro, che si tratta di un vincolo dell'assassino, e l'unico modo per farlo sciogliere è prendere la vita di Ezran, altrimenti lei perderebbe la mano. Quando sta per confessare che anche re Harrow è morto, Callum le passa subito l'uovo, ma a causa della sua mano cade nel lago. Ezran riesce miracolosamente a recuperarlo sfidando le basse temperature, ma scoprono che l'uovo ha perso l'intensità della sua luce.

## Il pugnale e il lupo
- Titolo originale: The Dagger and the Wolf
- Diretto da: Villads Spangsberg
- Scritto da: Devon Giehl e Iain Hendry

Soren e Claudia arrivano al Rifugio di banther per mettersi sulle tracce dei principi, ma i loro segugi non possono proseguire oltre in quanto le tracce finiscono nel fiume. Fortunatamente Soren riesce a recuperare una treccia di Rayla, strappatale da una freccia dei soldati di Amaya, con cui Claudia, una volta raccolti diversi ingredienti, potrà usare un incantesimo per localizzarli. Intanto Callum, Ezran e Rayla sono preoccupati per le condizioni dell'uovo, così arrivano in una città in cerca di qualcuno che possa aiutarli; tra l'altro Rayla decide di travestirsi da umana e mettendo a frutto le sue conoscenze alquanto discutibili. Una volta entrati assistono a uno scontro tra un mercenario della Breccia e un grosso guerriero, vinto dal primo grazie a un pugnale dalla lama rovente. Rayla spiega che si tratta di un'arma magica creata dagli elfi del Fuoco del Sole in grado di tagliare praticamente ogni cosa, portando Callum a ipotizzare che forse potrebbe tagliare anche il suo nastro, perciò lui e Ezran decidono di trovare un medico per animali mentre Rayla cerca di prendere il pugnale. Dopo un breve inseguimento, e nonostante la sua identità venga scoperta dall'uomo, Rayla riesce a prendere il pugnale, solo per scoprire che anche questo non basta a tagliare il nastro, per poi andarsene frustrata. Nel frattempo Callum e Ezran riescono a trovare un veterinario a cui, dopo qualche incertezza, spiegano il loro problema, ma purtroppo neanche lui è a conoscenza su come guarire un uovo di drago. Tuttavia li informa che tre anni fa si è verificato un miracolo sulla vicina Caldera maledetta, indirizzandoli da una bambina di nome Ellis. Costei rivela che salvò una cucciola di lupo da una tagliola che chiamò Ava, ma a causa della ferita le dovettero tagliare la zampa destra, e che, inoltre, la sua famiglia non aveva abbastanza cibo per sostenere anche lei mentre il suo branco non l'avrebbe mai riaccettata con le sue condizioni. Disperata, Ellis fuggì insieme a Ava sulla Caldera maledetta, dove nonostante i vari pericoli per cui è nota riuscì a raggiungere un riparo all'interno di un albero cavo, e all'improvviso apparve una persona che restituì la zampa ad Ava. Risollevati da questa informazione, Callum e Ezran tornano da Rayla per riferirle tutto, certi che la guaritrice miracolosa possa salvare non solo l'uovo ma anche la sua mano. Sono, però, costretti a fuggire in quanto il mercenario ha richiamato tutti gli abitanti, e riescono a fuggire appena in tempo per dirigersi sulla Caldera maledetta.

## Una terra maledetta
- Titolo originale: Cursed Caldera
- Diretto da: Villads Spangsberg
- Scritto da: Aaron Ehasz e Justin Richmond

Giunti sulla Caldera maledetta, Callum, Ezran e Rayla vengono raggiunti da Ellis e Ava che decidono di guidarli verso la guaritrice miracolosa. Con il sole che sta per tramontare la ragazzina li avverte che prima o poi incontreranno i mostri che infestano il luogo, motivo per cui Callum elabora un piano che prevede l'intervento di tutti i membri della squadra per difendersi. Non appena cala la notte vengono attaccati da una sanguisuga gigante, ma il piano va in fumo proprio all'inizio, così decidono di ripiegare su dei posti alti e aspettare che la sanguisuga se ne vada. Intanto, nei sotterranei del castello di Katolis, Viren cerca di convincere Runaan a collaborare per fargli rivelare il significato di uno specchio che ha sottratto al Re dei Draghi, e benché Runaan lo riconosce come un oggetto terribile si rifiuta di confessare, così Viren ne intrappola l'anima all'interno di una moneta; l'incantesimo, inoltre, fa capire come il continuo uso della magia oscura corrompe anche il corpo del mago, facendolo apparire più sinistro. Nel frattempo Callum, Ezran, Rayla ed Ellis scendono dai loro rifugi, solo per cadere di nuovo in trappola dalla sanguisuga, ma questa volta riescono a sconfiggerla unendo le forze e possono proseguire il viaggio verso la cima, dove poco dopo riescono a vedere l'albero del racconto di Ellis. In quel momento, però, guardando l'umore di Ava, Ezran afferma che lì sopra non c'è alcuna guaritrice.

## La tempesta meravigliosa
- Titolo originale: Wonderstorm
- Diretto da: Villads Spangsberg
- Scritto da: Aaron Ehasz e Justin Richmond

Ezran spiega la sua affermazione asserendo che egli è in grado di comunicare con gli animali, tuttavia non viene creduto da Callum in quanto pensa che abbia ceduto alla paura (anche per via di un incidente avvenuto in passato a causa di questa sua facoltà); il gruppo decide, comunque, di raggiungere la cima della caldera. Più avanti, sentendo degli strani lamenti, Rayla decide di indagare da sola, solo per scoprire che la persona intrappolata in un bozzolo di ragnatele è ormai diventata polvere, uscendone traumatizzata. Più avanti cominciano a notare un numero sempre crescente di ragnatele sul percorso, e Ezran vede una faccia spaventosa nel buio. Il gruppo capisce che qualcosa li sta osservando, e poco dopo fa la sua comparsa un ragno gigante. Callum riesce a distruggerlo con l'incantesimo Fulminis, ma poco dopo il ragno riappare come se niente fosse, costringendoli alla fuga. Tuttavia, Ezran nota che c'è qualcosa che non va nei versi del mostro, e sotto gli occhi di tutti corre verso di lui e, per nulla spaventato, gli grida contro, con quest'ultimo che si limita solamente a rispondergli senza aggredirlo. Si viene a capire che il ragno è solo una finzione, e Callum si scusa con Ezran per aver dubitato di lui, venendo costretto a fare la famosa Danza della testa di rapa. Arrivati all'albero, poco dopo il gruppo viene raggiunto dalla guaritrice miracolosa, un'elfa dell'Ombra della Luna di nome Lujanne, e Rayla capisce cosa intendeva dire Ezran all'inizio: Lujanne è solo un'illusionista, e le sue illusioni servivano a spaventare chiunque si fosse avvicinato alla Caldera maledetta per proteggere il Nexus lunare situato sulla cima, di cui è la guardiana; la maga stessa rivela che tre anni fa creò una zampa illusoria a Ava, mantenendo l'incantesimo attivo grazie alla pietra lunare che le mise al collo. Quando le viene mostrato l'uovo del Principe dei Draghi ormai morente, Lujanne rivela che l'unico modo per salvarlo è farlo schiudere, ma ammette sconfortata che i Draghi del cielo nascono solo nel mezzo di una tempesta, e in quel momento il cielo è sereno per chilometri. Il gruppo si è ormai rassegnato al fallimento della propria missione quando Callum decide di distruggere la pietra primaria per liberare la tempesta in essa contenuta. Grazie al gesto di Callum, il Principe dei Draghi nasce, ed Ezran decide di chiamarlo Azymondias - soprannominandolo Zym -, il quale riesce anche a staccare il nastro dalla mano sinistra di Rayla. Nel frattempo Soren e Claudia arrivano sulla cima del monte Kalik, la montagna più alta di Katolis, dove la maga lancia l'incantesimo che rivela loro la posizione dei fuggitivi. E mentre il gruppo, ignaro della natura dell'incantesimo si diverte con i suoi rimasugli, Lujanne capisce la gravità della situazione, mentre dal castello Viren guarda il fenomeno con soddisfazione.